# يونغ بوزر
يونغ بوزر الثالث (بالإنجليزية: Young Boozer)‏ (23 نوفمبر 1948) هو أمين صندوق ولاية ألاباما التاسع والثلاثون ويشغل المنصب منذ 17 يناير 2011.